# Plectroninia vasseuri
Plectroninia vasseuri är en svampdjursart som beskrevs av Jean Vacelet 1967. Plectroninia vasseuri ingår i släktet Plectroninia och familjen Minchinellidae.
Artens utbredningsområde är havet kring Madagaskar. Inga underarter finns listade i Catalogue of Life.